# Спостереження за Еллі
«Спостереження за Еллі» (англ. Watching Ellie) — американський телевізійний ситком із Джулією Луїс-Дрейфус у головній ролі, створений її чоловіком Бредом Голлом. Серіал транслювався на NBC з 26 лютого 2002 по 20 травня 2003 року; після показу 16 епізодів шоу скасували через низькі рейтинги.

## Зміст та формати
Існує дві інкарнації «Спостереження за Еллі». Обидва зосереджені на персонажі лаундж-співачки Еллі Ріґґз (Луїс-Дрейфус) із помітно різними підходами.
Режисером першого був Кен Квопіс, відомий своєю інноваційною роботою в «однокамерних» ситкомах, таких як «Шоу Ларрі Сандерса», «Малькольм у центрі уваги» і «Шоу Берні Мака». Кожен 22-хвилинний епізод мав відображати 22-хвилинний фрагмент життя Еллі в реальному часі. У перших епізодах у кутку екрана навіть показувався годинник. У 2003 році Луї-Дрейфус заявила, що годинник був ідеєю гендиректора NBCUniversal Джеффа Цукера. Було відзнято 13 епізодів, але лише десять із них вийшли в ефір до того, як серіал був перерваний на невизначений термін (решта епізодів першого сезону ніколи не виходили в ефір).
Майже за рік по тому шоу знову з'явилося як більш традиційний ситком, знятий кількома камерами та живою студійною аудиторією, а також доданим закадровим сміхом. Ця версія виявилася навіть гіршою, ніж її попередниця, і була скасована після шести епізодів.

## Акторський склад
| Актор               | Роль             |
| ------------------- | ---------------- |
| Джулія Луїс-Дрейфус | Еллі Ріґґз       |
| Лорен Боулз         | Сьюзен           |
| Стів Карелл         | Едгар            |
| Даррен Бойд         | Бен              |
| Петер Стормаре      | Інгвар           |
| Дон Лейк            | доктор Циммерман |

## Список епізодів
| Сезон | Кількість епізодів | Прем'єрний показ | Прем'єрний показ | Рейтинг Нільсена | Середня кількість глядачів (млн) |
| Сезон | Кількість епізодів | Початок          | Завершення       | Рейтинг Нільсена | Середня кількість глядачів (млн) |
| ----- | ------------------ | ---------------- | ---------------- | ---------------- | -------------------------------- |
| 1     | 13                 | 26 лютого 2002   | 9 травня 2002    | 55               | 10,0                             |
| 2     | 6                  | 15 квітня 2003   | 20 травня 2003   | 79               | 8,6                              |

## Виробництво
Луїс-Дрейфус і Голл отримували зарплату в розмірі $350 тис. за кожен епізод, а їхні контракти передбачали 15 епізодів на сезон замість звичайних 22. Перша продюсерська компанія Carsey-Werner-Mandabach Productions відмовилася від проєкту через високі витрати, і її замінила NBC Studios.
Шоу було запропоновано каналам ABC, CBS, Fox та HBO, але всі вони відмовилися від серіалу.

## Цікаві факти
- Луї-Дрейфус і Боулз грали сестер, причому акторки в реальному житті також є зведеними сестрами[2].
- Інша назва телесеріалу: «22 хвилини з Елеанор Ріґґз» (англ. 22 Minutes with Eleanor Riggs)[3].
- Гасло серіалу: «Життя — це комедія. Особливо її» (англ. Life is a comedy. Especially hers).

## Нагороди та номінації
| Рік  | Нагорода                                             | Номінація                                     | Номінант                          | Результат |
| ---- | ---------------------------------------------------- | --------------------------------------------- | --------------------------------- | --------- |
| 2002 | Online Film & Television Association                 | Найкраща акторка в новому комедійному серіалі | Джулія Луїс-Дрейфус               | Номінація |
| 2003 | «Золота котушка» (Motion Picture Sound Editors, USA) | Найкращий монтаж звуку в телесеріалі — музика | Бекка Боравскі (епізод «Tango»)   | Номінація |
| 2004 | «Золота котушка» (Motion Picture Sound Editors, USA) | Найкращий монтаж звуку в телесеріалі — музика | Бекка Боравскі (епізод «Buskers») | Номінація |